# Galaktička skupina
Galaktička skupina (eng. kratica GrG (u bazi SIMBAD) (eng. galaxy group, rus. группа галактик, nje. Galaxiengruppe, fra. groupe de galaxies) je nakupina galaktika koju čini približno do pedeset gravitacijski povezanih članova. Galaktički skupovi (eng. cluster) su veći od skupina. Jedni i drugi se međusobno udružuju u superskupove (supercluster).
Naša Kumova slama dio je skupine zvana Mjesna skupina.